# フォート・マルゲリータ
フォート・マルゲリータ（Fort Margherita）は、現在のマレーシア・サラワク州クチンにある砦である。1879年にサラワク王国の第2代ラージャ（藩王）チャールズ・ブルックによって建設された。この砦は、サラワクの歴史における重要なランドマークで記念碑であり、その歴史は100年続いたブルック王朝に遡る。砦の中には、ブルック王朝時代のサラワクの歴史に関する展示を行う「ブルック・ギャラリー」が設けられている。

## 歴史
フォート・マルゲリータという名前は、チャールズの妻マーガレットから取ったものである。マーガレットは、チャールズがイングランドのウィルトシャーで1869年に結婚した最初の妻で、結婚と同時に「殿下」(Her Highness)の敬称とサラワクのラニー（王妃）の称号が与えられた。
海賊の襲撃からクチンを守るために設計され、イングランドの城を模して築かれた。この砦はサラワク川を見下ろす丘の上に建てられ、現在は州知事公邸として使われているアスタナ宮殿とともに、急速に発展しつつあったクチンの中心部とは反対側のサラワク川北岸に位置する。この砦には、川からの侵略から首都クチンを守るために十分な設備が備えられていた。
1971年から警察博物館として使用された後、サラワク州政府に移管された。

## 構造
3階建ての塔の胸壁の最上部に見張台を備え、中庭を囲む高い壁には、防御のために鋭いガラスの破片が埋め込まれ、大砲を発射するための木製の窓が開けられている。第二次世界大戦中の1941年にサラワクが日本軍により占領されるまで、この中庭では罪人の処刑が行われていた。

### ブルック・ギャラリー
2016年、砦内に、ブルック家がサラワクを統治していた時代の遺物や工芸品を展示する「ブルック・ギャラリー」が開設された。このギャラリーは、サラワク州の博物館局、観光・文化・遺産局、およびブルック王家の末裔によるブルック・トラストの共同事業である。開設にあたって、サラワク、イギリス、オーストラリアのボランティアが協力した。